# Neuenhäusen

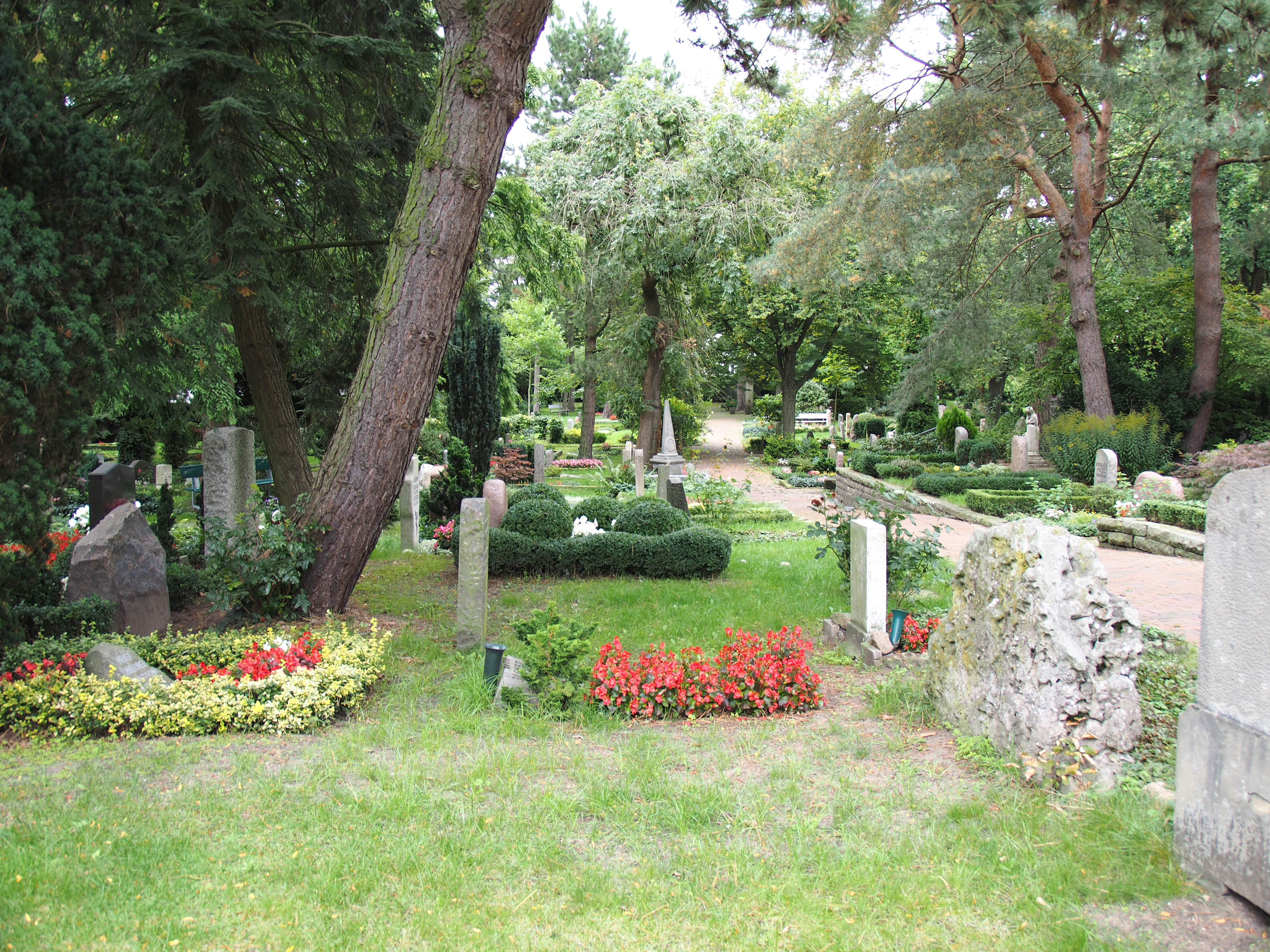
Neuenhäuser Friedhof

Neuenhäusen ist ein Ortsteil der Stadt Celle in Niedersachsen und liegt westlich und südlich der Altstadt.

## Geschichte
Der Ort entstand als Stadterweiterung ab 1680 unter Herzog Georg Wilhelm von Braunschweig-Lüneburg. Das ältere „Altenhäusen“ wurde zusammen mit Neuenhäusen 1869 zur Stadt Celle eingemeindet. Neuenhäusen grenzt im Norden an die Aller, im Osten an die Fuhse, im Süden an den Wilhelm-Heinichen-Ring und im Westen an die Bahnanlagen der Hauptstrecke Hannover-Hamburg.

## Politik
In einigen Wahlbezirken in Celle-Neuenhäusen fand am 13. Februar 2022 eine Wahlwiederholung zur Kommunalwahl 2021 statt.

### Ortsrat
Der Ortsrat Neuenhäusen vertritt die Interessen des Stadtteils gegenüber der gesamtstädtischen Verwaltung und besteht aus neun Mitgliedern.

Bei der Kommunalwahl 2021 ergab sich folgende Sitzverteilung:
| Ortsrat 2021Insgesamt 9 Sitze - SPD: 2 - Grüne: 2 - Zukunft: 1 - CDU: 3 - AfD: 1 |

### Ortsbürgermeister
Ortsbürgermeister ist Jörg Rodenwaldt (SPD).

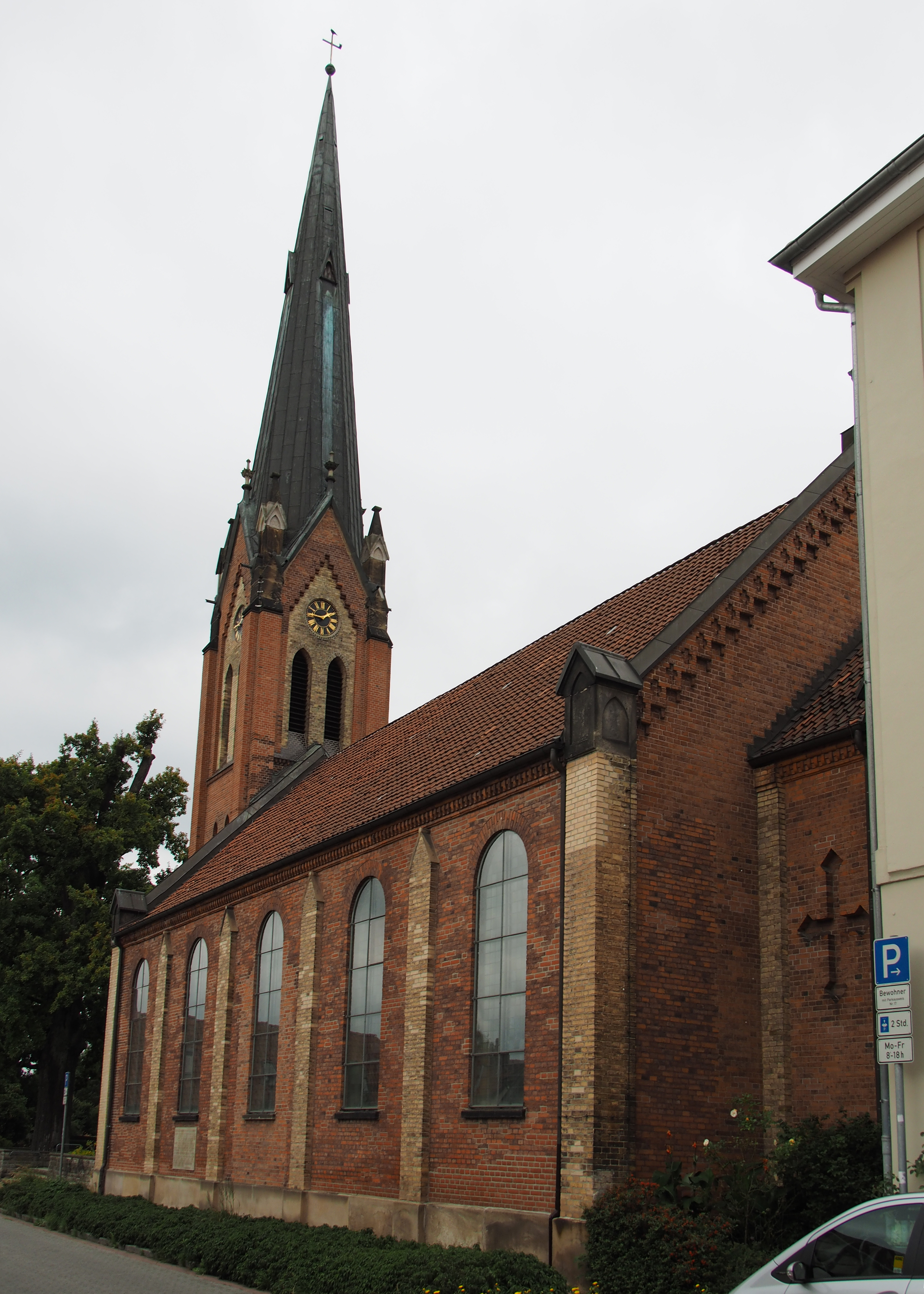
Neuenhäuser Kirche

## Gebäude, Kultur und Sehenswürdigkeiten
- Die klassizistische Neuenhäuser Kirche wurde 1751 an Stelle einer 1710 errichteten Kapelle erbaut. 1866 kam der Glockenturm hinzu. 1963 wurde eine kleine Kapelle angebaut. Zahlreiche Schnitzereien von Hubert Distler.
- Bedeutend ist der denkmalgeschützte Neuenhäuser Friedhof. Schon ab 1690 wurden hier Bestattungen vorgenommen. Ein Teil des Friedhofs ist das größte geschlossene Plattengräberfeld Norddeutschlands.

## Religion
Die Kirchengemeinde Neuenhäusen ist Teil des evangelisch-lutherischen Kirchenkreises Celle. Neben der Kirche liegt die Hugenottenstraße, wo geflohene Hugenotten angesiedelt wurden.
Das Gebiet des Ortsteils ist Teil des römisch-katholischen Bistums Hildesheim.

## Wirtschaft und Infrastruktur

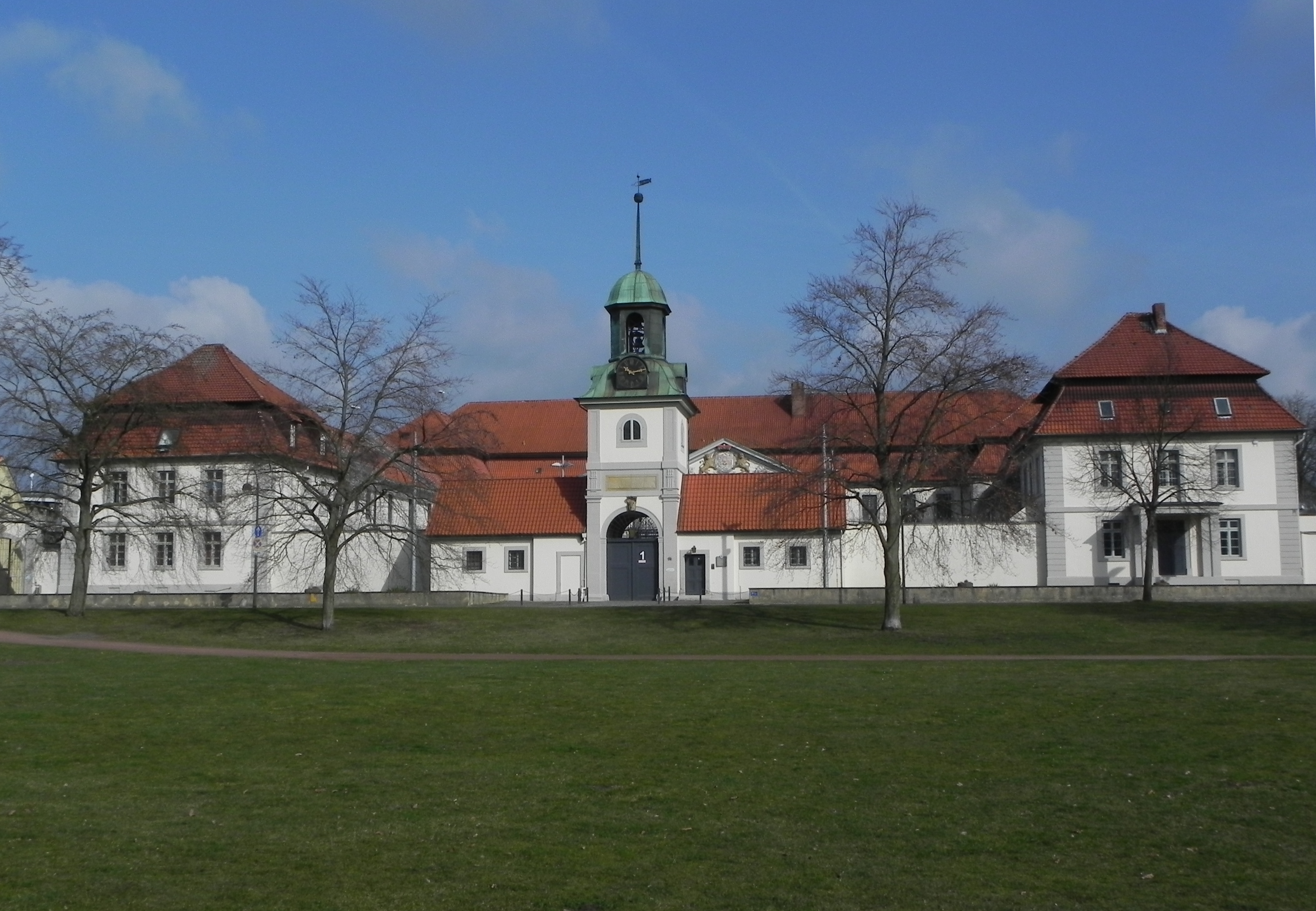
Justizvollzugsanstalt Celle

Ein besonderes Merkmal für diesen Stadtteil ist, dass sich hier die meisten der zahlreichen Behörden und öffentlichen Einrichtungen befinden, die in Celle in ihren Sitz haben:
Amtsgericht Celle, Arbeitsgericht Celle, Staatsanwaltschaft Lüneburg - Zweigstelle Celle -, Staatliches Gewerbeaufsichtsamt, Staatshochbauamt, Finanzamt Celle, Landkreis Celle, Polizeiinspektion Celle, Justizvollzugsanstalt Celle, Niedersächsisches Landgestüt Celle, Zollamt, Eichamt, Bergamt, Schulaufsichtsamt, Stadtwerke, Bahnhof, Congress Union Celle, Krankenhaus St. Joseph Stift, Kreismusikschule, Altstädter Schule, Kaiserin-Auguste-Viktoria-Gymnasium, Celler Badeland, Jugend- und Veranstaltungszentrum CD-Kaserne, Deutsche Angestellten-Akademie Celle, Osteuropazentrum usw.